# ژاوی کارمونا
ژاوی کارمونا (انگلیسی: Xavi Carmona؛ زادهٔ ۲۱ ژانویهٔ ۱۹۹۳) بازیکن فوتبال اهل اسپانیا است.
از باشگاه‌هایی که در آن بازی کرده‌است می‌توان به باشگاه فوتبال لگانس، باشگاه فوتبال رئال وایادولید، و باشگاه فوتبال رئال مادرید سی اشاره کرد.